# Cláudio Kuperman
Claudio Kuperman (São Paulo, 24 de dezembro de 1943 – Rio de Janeiro, 27 de março de 2022) foi um escultor, pintor e desenhista brasileiro. Realizou a primeira mostra de arte mínima no Brasil em 1968.

## Vida
Filho de Schill e Mary Kuperman. Desde cedo freqüenta os cursos de arte do MASP para crianças e adolescentes. Nos anos sessenta ingressa na Fundação Armando Álvares Penteado (FAAP), estudando desenho e pintura com Nelson Nóbrega. Com apenas 17 anos, ingressa na Fundação Armando Álvares Penteado, onde tem aulas de pintura com Nelson Nóbrega e de gravura em metal e litografia com Marcelo Grassmann, Mário Gruber, Eduardo Sued e Darel Valença Lins. Em 1962 passa a freqüentar o Ateliê Espaço do pintor catalão Joan Ponç, que se instalara no Brasil em 1953, dele recebendo aulas de pintura e desenho. 
Com uma bolsa de estudos do governo francês transfere-se em 1965 para Paris, hospedando-se na Cité des Arts. Ali conheceu Piotr Kowalski, de quem se tornaria assistente, trabalhando com resinas sintéticas, fibras e ondas eletro-magnéticas, dentro, portanto, de uma perspectiva de arte high-tech. 
Convidado por Jacques Lassaigne, integra a representação francesa à V Bienal de Paris; em 1967 participa do Salão Comparaison, no Museu de Arte Moderna da Cidade de Paris e de diversas coletivas em galerias de Paris e Amsterdam.
Em 1968 viaja para São Paulo e realiza a primeira exposição de Arte Mínima no Brasil, uma série de esculturas e/ou objetos empregando madeira, laminado melamínico, poliuretano
, epóxi e alumínio anodizado, entre outros materiais industriais. Obras que foram expostas na Galeria Art-Art, dedicada à produção de vanguarda. Alguns trabalhos colocados diretamente no chão, outros na parede. Esculturas ondulantes, sugerindo nuvens congeladas ou de caráter modular. Cores puras, superfícies polidas e brilhantes, como capotas de automóveis. Bem de acordo com os pressupostos minimalistas, Kuperman lamentava, então, em declarações à imprensa, "perder muito tempo na execução de suas obras", argumentando que "a arte é uma coisa, o artesanato outra. O artista cria e um outro profissional executa, como na arquitetura", dizia. E se não chegou a decretar a morte da arte, como tantos outros contemporâneos seus, defendia o novo conceito de Objeto, "porque a pintura não se agüentava mais".
De volta à Europa onde ainda permaneceria dois anos, continuou participando de importantes coletivas no circuito França-Holanda-ltália, entre outras, o Salão de Maio, Paris, 1969, "Loggeto perduto in casa di desiderio", Galeria Modulo, Milão, e "Nou-velles Recherches", no Museu de Belas Artes de Nantes, ambas em 1970. Um ano antes, com uma bolsa de trabalho estagiou no Stedelijk Museum de Amsterdam, realizando duas grandes esculturas de chão. Em 1970 transfere-se para Milão, onde, ao lado da Arte Povera, a vertente minimalista era forte, graças à atuação de vários grupos gestaltistas.

## Carreira

### Anos 1960
Kuperman ganha uma bolsa de estudos na FAAP, estuda gravura com Marcelo Grassmann, Mário Gruber e Darel Valença, bem como história da arte com Flávio Motta. Passa a freqüentar o ateliê "LEspai", sendo orientado em desenho e pintura pelo pintor catalão Joan Ponç - ex-integrante do grupo surrealista [[Dau ai Set (Dado de Sete Lados), do qual faziam parte Tàpies e Miro, entre outros.Em 1964 realiza sua primeira exposição de pinturas na Galeria KLM, em São Paulo. Em 1965 recebe bolsa de estudos do governo francês, partindo para Paris, onde dá início a um período de atividade intensa na Europa, que se estenderá por seis anos. Em princípio dedica-se à pintura, lentamente se transportando para a tridimensionalidade das formas. Claudio engaja-se no movimento vanguardista onde trabalha "objetos", utilizando desde isopor até resinas e fibras sintéticas e participa de coletivas de bolsistas do governo francês sendo selecionado para a exposição final na Galerie des Beaux Arts promovida pelo Ministère des Affaires Culturels. Passa a residir e trabalhar na recém inaugurada Cite Internationale des Arts. Com Daniel Uriburu e Luis Áquila participa de mostra na Galeria Le Trigone, situada no Palais Royale, Paris. 
Em 1968 Kuperman é convidado a participar do "Salon Comparaisons" no Museu de Arte Moderna de Paris e retorna ao Brasil para mostra individual na Galeria Art-Art. Traz na bagagem a primeira exposição minimalista do país, representada pelos "objetos-esculturas", assim denominados por terem conotação de cor e serem desligados do conceito formal de escultura. Formas e cores são reduzidas à sua expressão mais econômica. Em Paris, trabalha como assistente do artista americano Piotr Kowalski, manipulando resinas sintéticas, fibras e ondas eletromagnéticas. Participa dos salões de Maio e Comparaisons. À convite do Stedelijk Museum desloca-se para a Holanda. Instala-se nos fantásticos ateliês do Museu, localizados em imensa área no antigo cais de Amsterdam, defronte a um dos bucólicos canais que cortam a cidade. É na amplitude deste espaço que realiza duas grandes esculturas (peças de chão), mostrando-as no próprio museu e posteriormente na Exposition Europlastique, Paris.

### Anos 1970
No início da década Claudio Kuperman transfere-se para a Itália, onde participa de coletivas na Galleria Acme, Brescia; Galleria Bertesca, Gênova e Galleria Modulo. Na França integra a coletiva "Nouvelles Recherches" no Musée des Beaux Arts de Nantes. Em 1971 Kuperman retorna ao Brasil vivendo a depressão oriunda do esvaziamento do movimento vanguardista ao final do ciclo escultórico. A redescoberta da terra natal impõe ao artista uma redefinição de suas diretrizes: Kuperman volta a pintar. 
Dominando as técnicas de utilização de materiais ainda pouco conhecidos no país, inicia a atividade docente que o levará a ministrar cursos de fiberglass no Instituto dos Arquitetos do Brasil, RJ, ("Materiais Novos"), na Oficina de Escultura do MAM, RJ ("Materiais Sintéticos"). Através da Oficina de Materiais Sintéticos do Parque Lage idealiza o projeto "Espaço Tridimensional Móvel". Visando a pesquisa da forma, reúne cerca de cinqüenta alunos na praia do Pepino, Rio de Janeiro, para utilizar a areia como molde básico para a construção de formas no espaço.

### Anos 1980
Em 1980 realiza sua primeira exposição individual em Londres, na prestigiada Hamiltons Art Gaílery. De volta ao Brasil Kuperman em conjunto com Luís Áquila e John Nicholson realiza A Grande Tela, exposta no Centro Cultural Cândido Mendes, RJ. Três estilos diversos movimentaram-se por uma tela de sete metros formando - por incrível que pareça - um todo orgânico, embora o espectador habituado às obras desses artistas possa reconhecer o que saiu do pincel de Kuperman, Nicholson ou Áquila. Em 1986 participa da mostra "Brazilian Contemporary Prints", no Canadá e do "Panorama de Arte Atual Brasileira - Pintura", MAM, SP. No ano seguinte participa da coletiva de escultores latino-americanos "Industrialization Before and After", na 14 Sculptures Gallery, NY. Em 1988 realiza mostra individual na Feira Internacional "ARCO" em Madrid, com a Galeria Realidade

### Anos 1990
Em 1993 casa-se com a designer e ex-aluna Marília Falcão, com quem terá seus filhos João e Fernanda. Participa das mostras "A Caminho de Niterói", Coleção João Sattamini, RJ; "100 Anos de Pintura - Luís Áquila e Cláudio Kuperman", inaugurando o Espaço Cultural dos Correios, RJ; "Paixão do Olhar", MAM-RJ, e "O Papel do Rio", Paço Imperial, RJ. Em 1996 no Rio de Janeiro participa do "Salão em Preto e Branco", Museu Nacional de Belas Artes, "Cem Anos de Cinema", Museu de Arte Moderna, e da "Universidarte", Universidade Estácio de Sá. Em Niterói integra a exposição inaugural do Museu de Arte Contemporânea.